# Gabon ved sommer-OL 2024
Gabon deltog i sommer-OL 2024 i Paris, Frankrig, fra den 26. juli til den 11. august 2024.
De vandt ingen medaljer.

## Medaljer
| 2024 Paris | Guld | Sølv | Bronze | Total |
| Gabon      | 0    | 0    | 0      | 0     |

### Medaljevinderne
| Gabon under sommer-OL 2024 i Paris | Gabon under sommer-OL 2024 i Paris | Gabon under sommer-OL 2024 i Paris | Gabon under sommer-OL 2024 i Paris | Gabon under sommer-OL 2024 i Paris |
| Medalje                            | Navn                               | Sport                              | Event                              | Dato                               |
| ---------------------------------- | ---------------------------------- | ---------------------------------- | ---------------------------------- | ---------------------------------- |
| -                                  | -                                  | -                                  | -                                  | -                                  |